# Anna (Go to Him)
Pour les articles homonymes, voir Anna.
Anna (Go to Him) est une chanson d' Arthur Alexander parue en single le 17 septembre 1962, et classée 68e dans les charts américaines à sa sortie. Il s'agit d'une ballade, soul à l'origine, dans lequel un homme, qui adore sa fiancée, accepte quand même qu'elle parte avec un autre homme, car celui-ci l'aime davantage.
Une reprise célèbre est celle des Beatles début 1963 dans leur premier album Please Please Me. Avec l'album, elle se place en tête des ventes plus de six mois, et devient plus connue que la version originale. D'autres reprises ont aussi été réalisées.

## Version d'Arthur Alexander
Arthur Alexander compose et enregistre Anna (Go to Him) en 1962, accompagné d'un piano et de cordes.
Bien que moins célèbre que sa reprise par les Beatles, la version d' Alexander connaît un succès, publiée en single. Aux États-Unis, elle se classe en 68e position du Billboard Hot 100 et en 10e position du classement R'n'B. La critique est bonne : Richie Unterberger d’AllMusic explique que  « Anna était une des premières grandes ballades soul ».

## Version des Beatles
Pistes de Please Please Me
Misery Chains

### Enregistrement
Cette chanson, alors peu connue était appréciée de Lennon. George Harrison explique en interview : « Anna, d'Arthur Alexander était également sur l'album. Je me rappelle avoir eu plusieurs albums de lui, et John a chanté trois ou quatre de ses chansons  » (dont Soldier of Love et A Shot of Rhythm and Blues qui figurent sur les enregistrements de la BBC),  John Lennon. Celui-ci la cite notamment en interview en 1980 pour démontrer qu'il ne peut pas être enfermé dans l'image clichée du rockeur dur par opposition au tendre Paul McCartney.
Début 1963, George Martin, le producteur du groupe, et Brian Epstein, leur manager, envisagent d'enregistrer un album reprenant un certain nombre de leurs classiques interprétés en concert. Pour l'album prévu, les Beatles ont déjà quatre chansons enregistrées pour leur singles. Doivent encore s'y ajouter quatre chansons originales et six reprises. Ces dix chansons sont enregistrées en une même journée, le 11 février 1963, aux studios EMI de Londres, en trois sessions.  Anna (Go to Him) est mise en boîte durant la troisième session, en fin de soirée. Trois prises suffisent au groupe, qui l'enregistre dans des conditions proches du live.
Les Beatles se passent des instruments à cordes de la version originale, s'en tenant à la formation habituelle de guitares, basse et batterie. Le  piano de la version originale est remplacé par la guitare de George Harrison. John Lennon se charge du chant principal,  teinté, selon Richie Unterberger, d'une « douleur torturée » que n'aurait eu pas la première version. McCartney et Harrison l'accompagnent aux chœurs, et le musicologue Allan Pollack avance que ," grâce à ces harmonies, la chanson semble composée par le duo Lennon/McCartney. " Sur l'adaptation de la chanson, Harrison ajoute : « Arthur Alexander utilisait un motif de batterie très original qu'on a essayé de copier. On n'a pas tout a fait réussi, mais on a fini par inventer quelque chose de plutôt bizarre et de tout aussi original. »
Les mixages mono et stéréo sont produits par George Martin et les ingénieurs Norman Smith et A.B. Lincoln le 25 février 1963 dans le Studio 1 d'Abbey Road.

#### Interprètes

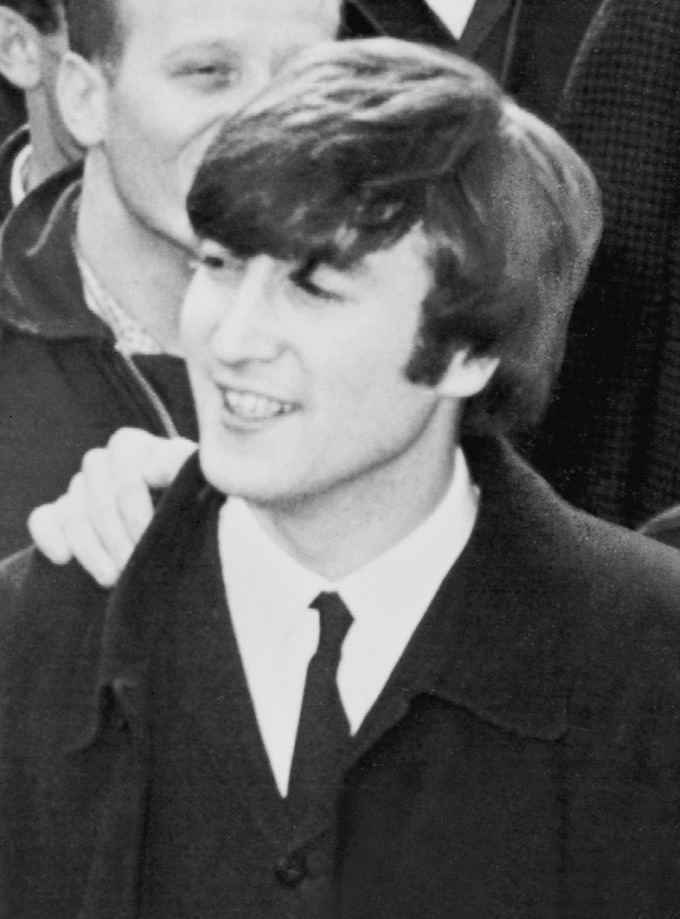
John Lennon est l'interprète principal de la chanson, qu'il appréciait particulièrement.

- John Lennon : chant, guitare acoustique rythmique (1962 Gibson J-160E)
- Paul McCartney : chœurs, guitare basse (1961 Höfner 500/1 61')
- George Harrison : chœurs, guitare solo (1957 Gretsch G6128 'Duo Jet')
- Ringo Starr : batterie (1960 Premier Duroplastic Mahoganny)

#### Équipe de production
- George Martin : producteur
- Norman Smith : ingénieur du son
- Richard Langham : ingénieur du son (enregistrement)
- A.B. Lincoln : ingénieur du son (mixage)

### Parution
Anna (Go to Him) apparaît en troisième place sur la face A de l'album Please Please Me, qui sort au Royaume-Uni le 22 mars 1963. Le succès est là et l'album se place en tête des charts pendant trente semaines. Alors que s'approche la sortie du nouvel album du groupe, With the Beatles, la chanson fait partie des quatre rééditées sur le maxi The Beatles (No. 1).
Aux États-Unis, la chanson est publiée le 10 janvier 1964 par le label Vee Jay sur l'album Introducing... The Beatles ainsi que sur le maxi Souvenir of Their Visit to America le 23 mars de la même année. Elle refait ensuite son apparition sous le label Capitol en 1965 sur l'album The Early Beatles.
Deux versions sont également enregistrées par le groupe pour des passages sur la BBC en juin et en août 1963. La seconde prestation, enregistrée le 1er août 1963 pour une diffusion à l'émission Pop Go the Beatles (en) du 27 du même mois, est maintenant disponible sur le disque On Air - Live At The BBC Volume 2.
Le label Vee Jay Records a un moment envisagé de sortir Anna (Go To Him) en single avec Ask Me Why; une série très limitée de disques tests destinée aux disc-jockeys est donc pressée. Mais l'idée est abandonnée. Aujourd'hui, il n'en reste apparemment que quatre exemplaires dans le monde. L'un d'eux a été vendu en juillet 2012  35000 $, la somme plus élevée jamais atteinte pour un collector des Beatles.

## Reprises
Plusieurs artistes ont repris Anna sans connaître le succès des Beatles. Parmi eux, le chanteur Moustique en 1963, George Martin en version instrumentale en 1966, Humble Pie en 1974 et Roger McGuinn en 1994.